# Torre dei Capocci
Torre dei Capocci é uma torre em San Martino ai Monti em Roma, Itália.
A Torre dei Capocci, oposta à Torre dei Graziani, constitui um tipo de entrada monumental no topo do Monte Esquilino. Construída pela família Arcioni no século XII, foi depois propriedade dos Capocci, uma família nobre de Viterbo. Estes construíram em torno da torre diversas casas, não mais existentes, que constituíram um tipo de cidadela. A torre tem 36 metros de altura.

## Galeria

Imagens da torre
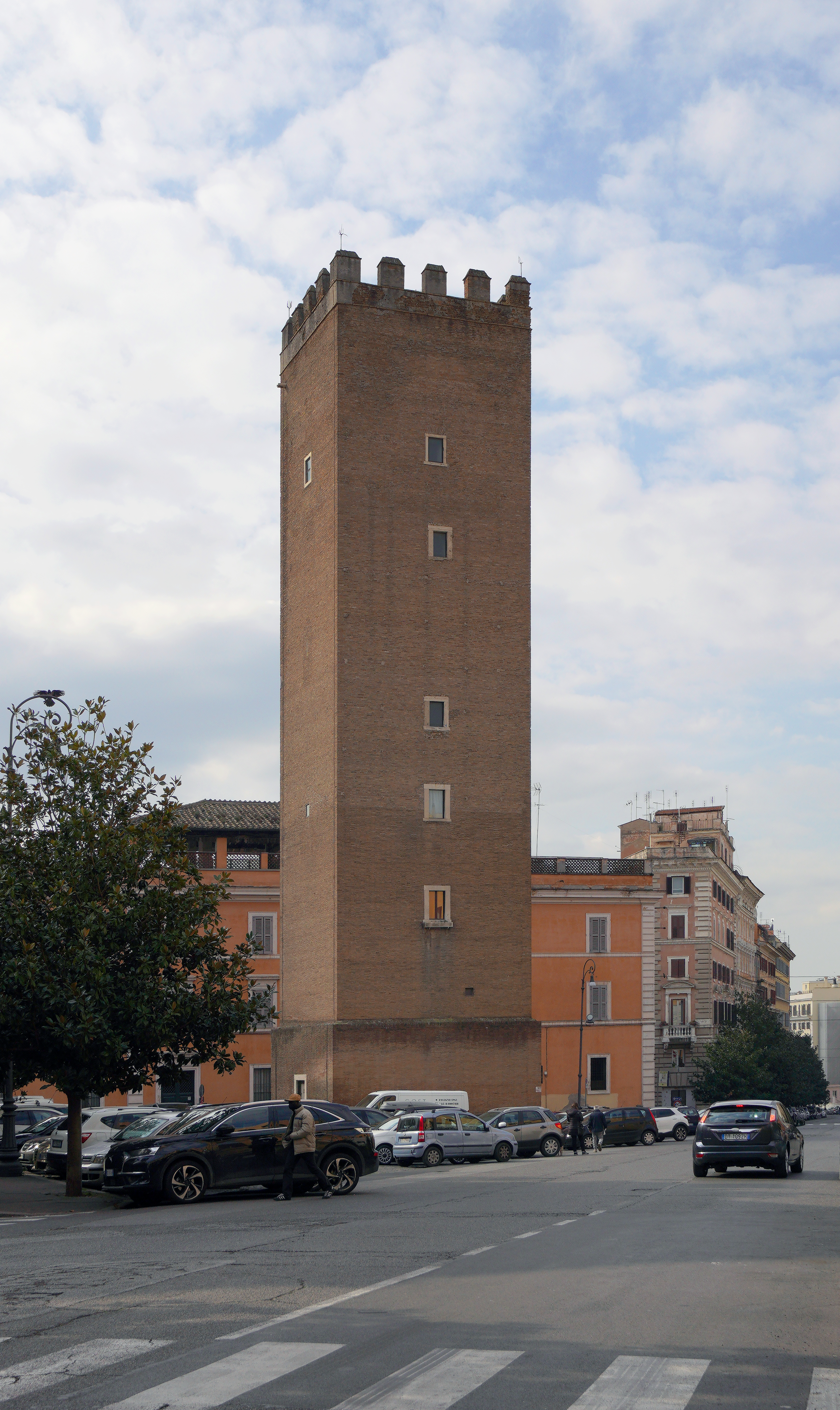
Torre dei Capocci em Roma
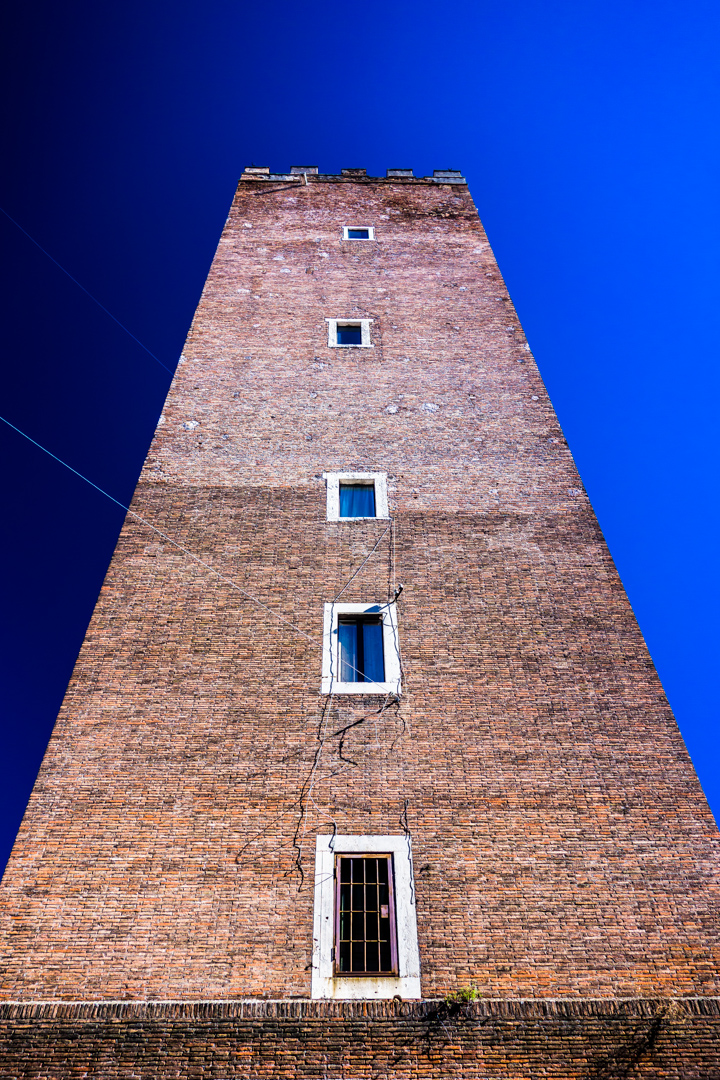
Torre dei Capocci em Roma